# 吴才平
吴才平（1969年3月—），浙江仙居人，中华人民共和国政治人物。他先后在台州市政府及台州市辖下多个县政府担任领导干部，2016年出任台州市玉环县副县长、代县长，2017年2月当选为县长。随着玉环县在2017年4月改为县级玉环市，吴才平成为玉环市第一任市长。2019年5月15日，吴才平任中国共产党玉环市委员会书记。2019年10月24日，辞去市长职务。

## 生平

### 早年经历和教育
吴才平为汉族人，1969年3月生于中国浙江省台州市仙居县，1987年9月开始就读杭州大学中文专业，毕业于1991年7月，一个月后参加工作，其后在1993年1月加入中国共产党。他具备硕士学历，持有省委党校在职研究生学位，2004年9月至2005年8月期间在美国伊利诺伊理工学院攻读公共管理硕士学位。

### 从政生涯

#### 台州地方行政
吴才平在1991年8月任职仙居县白塔镇党政办副主任，其后升至主任，1994年7月到中国共产党仙居县委员会办公室担任干部。他在1996年2月任职台州市政府办公室干部，此后又曾任台州市委办公厅综合一处副处长，2000年9月出任台州市政府办公室督查处处长，2002年6月到台州椒江区担任区长助理。2005年8月，吴才平短暂回到台州市政府工作一年多，担任台州市外经贸局副局长，同时是台州市政府党组成员。他随后到台州三门县从事县政工作，2006年9月上任该县副县长，2008年12月起担任中共三门县委员会常务委员、纪律检查委员会书记。后来吴才平又回到台州市政府，2010年5月担任市政府副秘书长、市政府办公室党组成员，其职务层次在2014年1月从正县长级升至正局长级。
2014年10月，吴才平出任中国共产党玉环县委员会副书记、玉环县政法委员会书记，职务层次升至正处长级，这是他首次踏足玉环政坛。2016年，中国共产党浙江省委员会经研究后打算提拔吴才平出任玉环县县长，并在6月6日发出公示通告。在同年7月1日的玉环县十五届人大常委会上，县长林先华宣布辞职，吴才平则获任命为副县长和代县长。2017年2月22日，吴才平在玉环县第十六届人民代表大会第一次会议上全票当选为县长。他上任县长后表示会以“补齐四大短板、实现四大跨越、全力建设美丽宜居、充满活力的现代化海湾城市”为发展玉环的战略目标，全力抓紧经济、基础设施、民生三大领域的发展，具体政纲有：引进新兴工业项目、打造交通建设和城市亮点、把新增财力的三分之二投资到民生事业。吴才平在县长任期内担任了最少35个玉环县临时机构的主要负责人，例如县食品安全委员会、县海防管理委员会、县交通建设联席会议等。2017年4月9日，中华人民共和国国务院批准撤销玉环县，改为设立县级市地位的玉环市，吴才平因此成为玉环市第一任市长，并同时担任中共玉环市委员会副书记。2019年，中国共产党浙江省委员会拟提拔吴才平出任玉环市党委书记，并在5月5日发出公示通告；5月15日，吴才平升任中国共产党玉环市委员会书记，接任升任台州市副市长的林先华。至10月24日他仍兼任玉环市市长，后周阳任代理市长、拟任市长，吴才平辞去市长职务。

#### 援疆工作
2010年，吴才平开始参与援疆（中国大陆各省市扶持新疆发展）工作，获任命为台州市对口支援新疆生产建设兵团农一师阿拉尔市指挥部指挥长及党委书记、新疆生产建设兵团第一师师长助理、阿拉尔市党工委副书记。他在2017年得到“全国对口支援新疆先进个人”荣誉称号。